# Imperdonable (película de 2021)
Imperdonable (título en inglés: The Unforgivable) es una película dramática dirigida por Nora Fingscheidt y escrita por Peter Craig, Hillary Seitz y Courtenay Miles, basada en la miniserie británica de 2009 Unforgiven escrita por Sally Wainwright. Está protagonizada por Sandra Bullock en el papel de una mujer que intenta reconstruir su vida después de cumplir una condena en prisión por cometer un crimen violento. La película también está protagonizada por Viola Davis, Aisling Franciosi, Rob Morgan, Vincent D'Onofrio, Jon Bernthal, Richard Thomas, Linda Emond y Emma Nelson.
La película, una coproducción estadounidense-alemana, está producida por Bullock, Graham King y Veronica Ferres. El rodaje comenzó en Vancouver en febrero de 2020 y, tras detenerse debido a la pandemia de COVID-19, concluyó en octubre. Tuvo un estreno limitado el 24 de noviembre de 2021, antes de ser añadida al catálogo por Netflix el 10 de diciembre de 2021.

## Elenco
- Sandra Bullock: Ruth Slater
- Vincent D'Onofrio: John Ingram
- Viola Davis: Liz Ingram
- Aisling Franciosi: Katherine “Katie” Malcolm
- Richard Thomas: Michael Malcolm
- Linda Emond: Rachel Malcolm
- Emma Nelson: Emily Malcolm
- Rob Morgan: Vincent Cross
- Jon Bernthal: Blake
- W. Earl Brown: Mac Whelan

## Producción
En agosto de 2010, se anunció que Graham King produciría Unforgiven, una adaptación cinematográfica de la miniserie británica de 2009 del mismo nombre, a través de su empresa GK Films. Christopher McQuarrie fue contratado para escribir el guion, que estaba adaptando para que Angelina Jolie interpretara el papel principal. En noviembre de 2011, Scott Frank fue contratado para reescribir y dirigir Unforgiven, mientras McQuarrie estaba ocupado dirigiendo a Jack Reacher.  En junio de 2013, se informó que McQuarrie había regresado a la película como guionista y director, y también se desempeñaba como productor junto a King.
En noviembre de 2019, se informó que Sandra Bullock protagonizaría la película, que entonces no tenía título. También se desempeñaría como productora a través de su empresa Fortis Films. Veronica Ferres también produciría a través de su empresa Construction Film. Nora Fingscheidt reemplazó a McQuarrie como directora, y Netflix realizaba la distribución. En diciembre de 2019, Viola Davis, Aisling Franciosi y Rob Morgan se unieron al elenco de la película. Vincent D'Onofrio, Jon Bernthal, Richard Thomas, Linda Emond y Emma Nelson se incorporaron en febrero de 2020.
El rodaje comenzó en Vancouver, Columbia Británica, Canadá el 3 de febrero de 2020, con planes para terminar el 9 de abril. El 13 de marzo, la filmación se detuvo debido a la pandemia de COVID-19 y se retrasó la fecha para finalizar la filmación. La producción se reanudó el 2 de septiembre y concluyó el 15 de octubre. La película fue uno de los primeros proyectos de Netflix que se filmó en los Canadian Motion Picture Park Studios en Burnaby, después de que Netflix estableció su centro de producción de Metro Vancouver en los estudios en septiembre de 2020.

## Estreno
En agosto de 2021, se reveló que el título de la película era The Unforgivable. Está previsto que se realice un estreno  limitado en los cines el 24 de noviembre de 2021, antes de ser transmitida en Netflix el 10 de diciembre.